# Šidloby
Šidloby jsou malá osada, část obce Libuň v okrese Jičín. Nacházejí se asi 0,8 km severovýchodně od Libuně.
Šidloby leží v katastrálním území Libuň o výměře 10,53 km2.

## Galerie

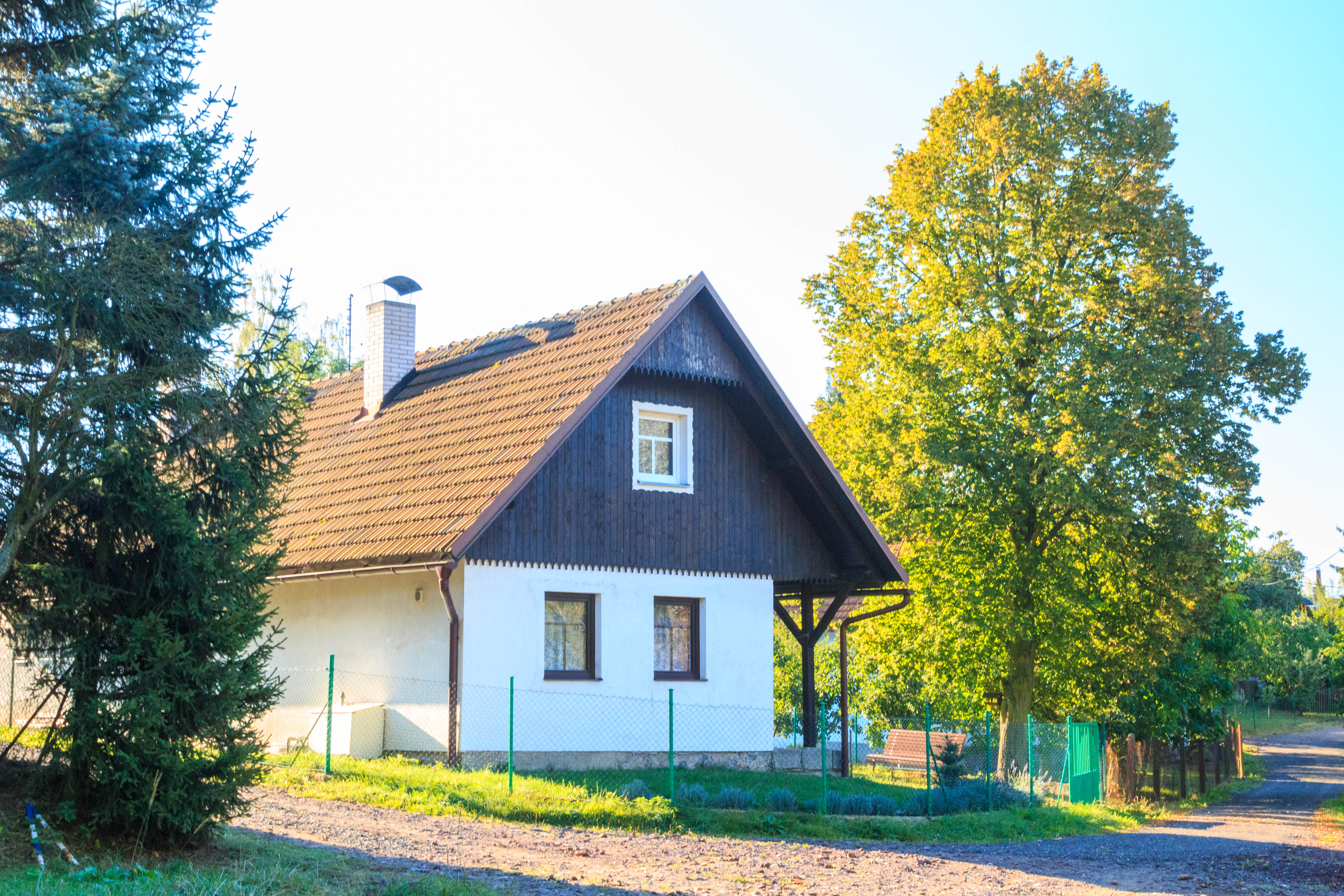
Šidloby – čp. 51
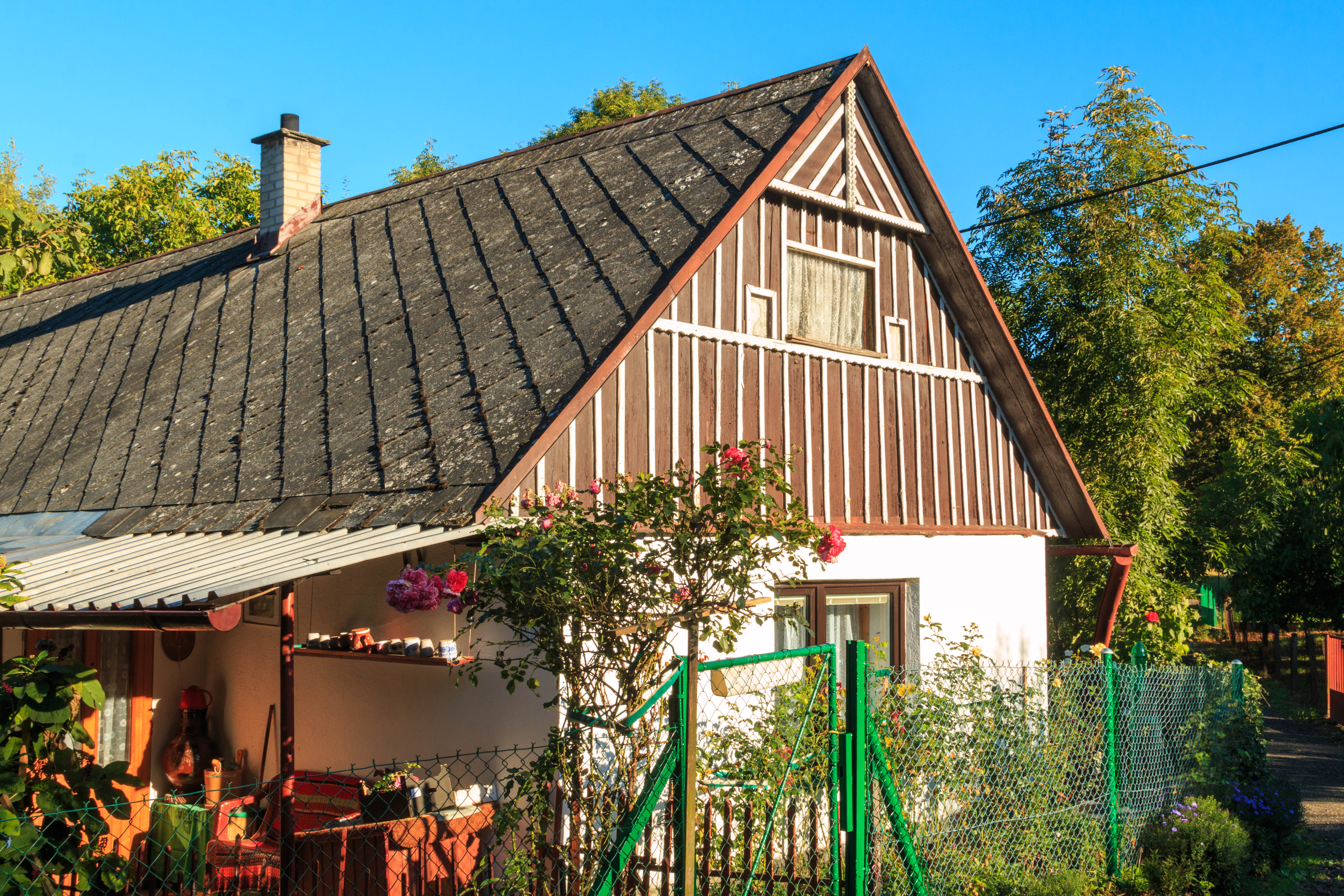
Šidloby – čp. 49
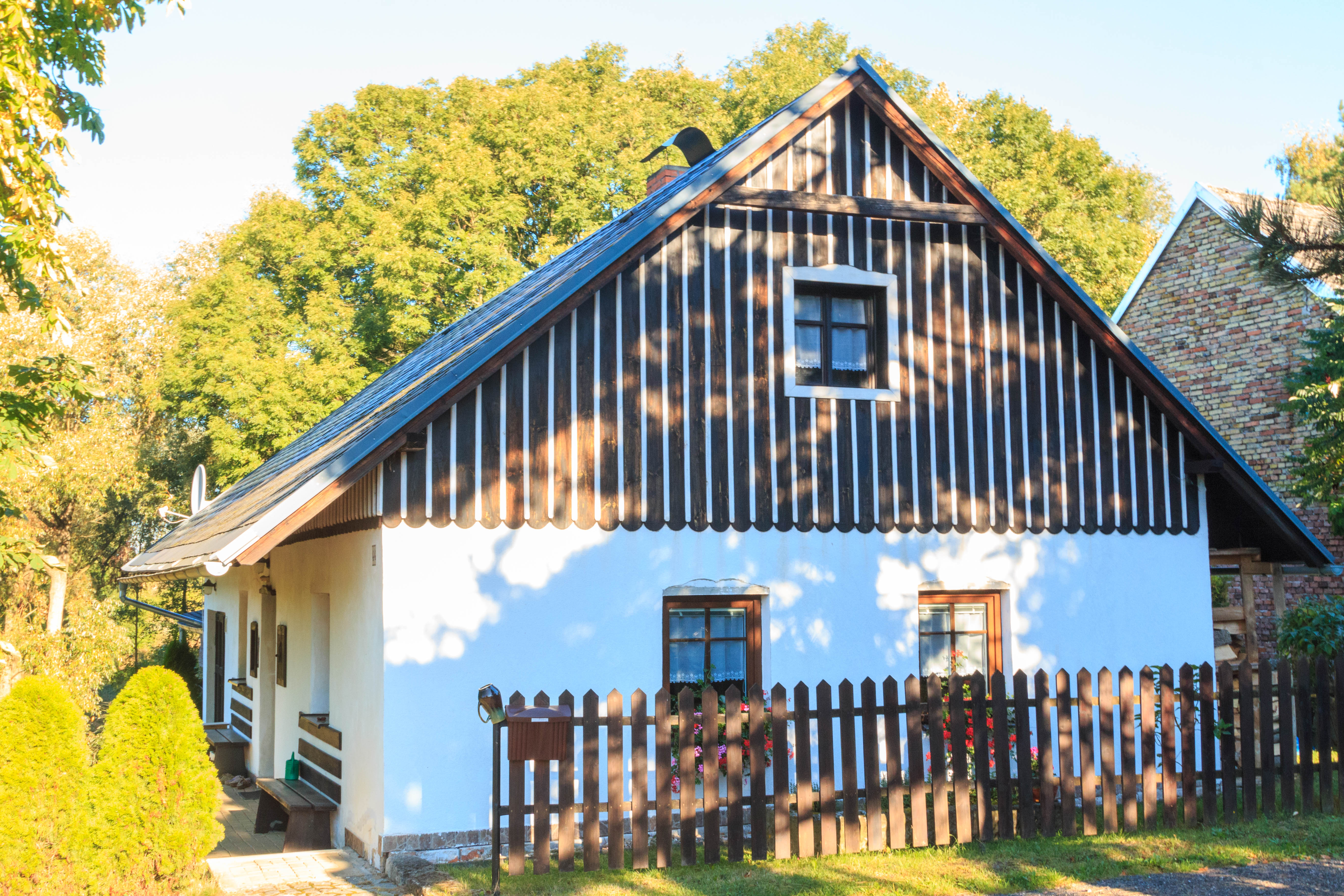
Šidloby – čp. 44
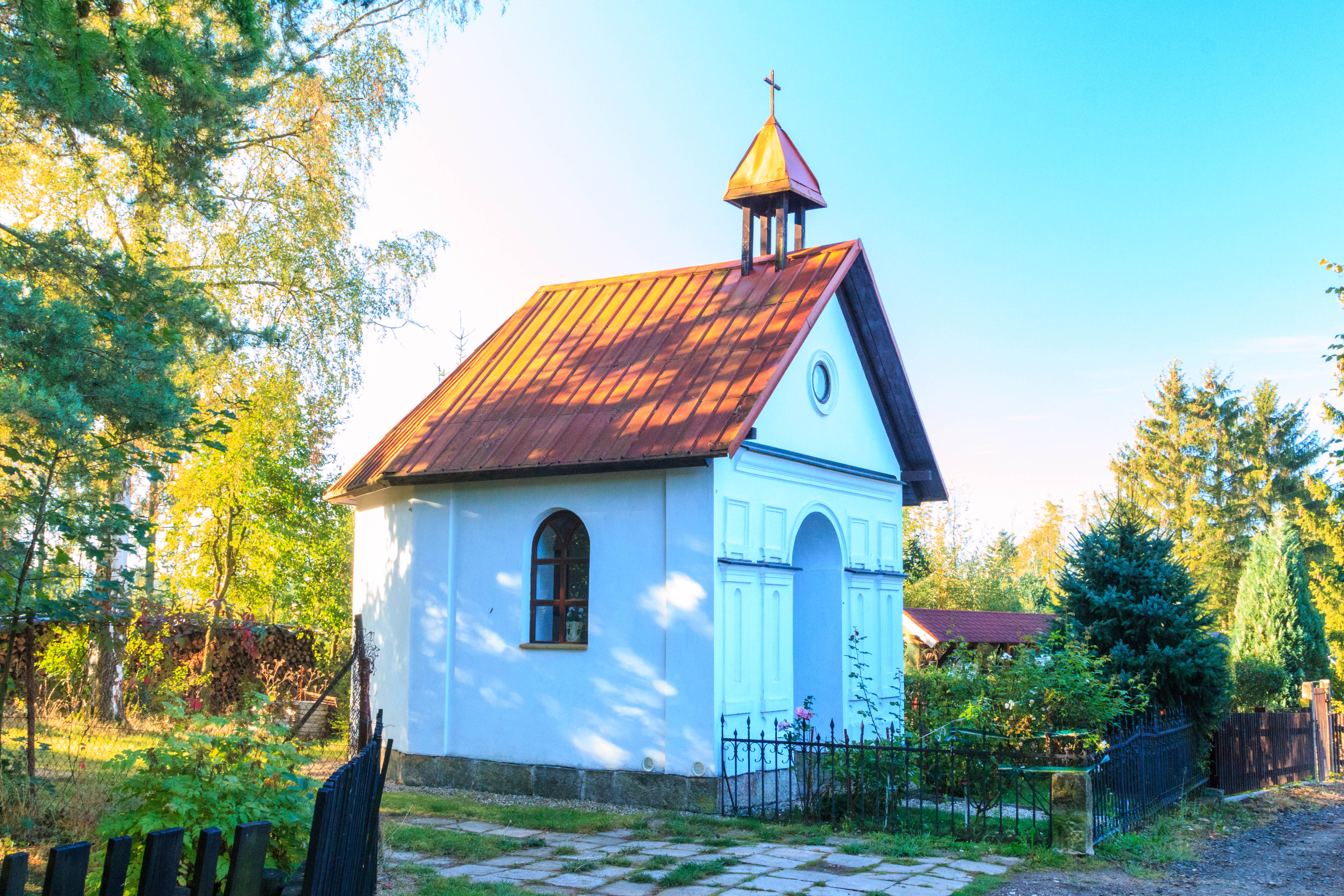
Šidloby – kaplička